# Sigma (альбом)
Sigma (стилизованно Σ) — единственный студийный альбом японского музыкального коллектива REOL, выпущенный 19 октября 2016 года на лейбле Toy’s Factory. Был издан в нескольких форматах: на CD, в связке CD и DVD и для цифровой дистрибуции.
Sigma представляет из себя альбом в жанре электронной танцевальной музыки с элементами хип-хопа и современной поп-музыки, вдохновлённый эстетикой и звучанием западной культуры и корейской волны. В лирическом плане запись наполнена наслаждением, любовью, весельем и разнообразными речевыми оборотами, которые описывают текущее настроение участников группы, что они сами называют как «нечто мимолётное». После выпуска альбом получил положительные отзывы критиков. Отдельной похвалы удостоилось музыкальное направление группы, а также вокальное исполнение Reol.
Альбом имел средний коммерческий успех в Японии; запись вошла в десятку лучших альбомов в чартах Oricon, а позже и Billboard. Для продвижения альбома отдельными синглами вышли композиции «ChiruChiru», «Give Me a Break Stop Now» и «YoiYoi Kokon», также к ним были выпущены видеоклипы.

## Предыстория
До формирования группы певица Reol и музыкант Гига работали вместе, создавая музыку и вокальные партии для некоторых японских вокалоидов, среди которых Мику Хацунэ. Также Reol и Окику, которая является арт-директором, были давними друзьями и периодически сотрудничали в выпуске видеоклипов и подготовке релизов певицы. Первым совместным альбомом Reol и Гиги стал No Title, выпущенный 17 августа 2014 года на лейбле Celo Project. В дальнейшем Reol работала над собственным дебютным альбомом под названием Gokusaishiki, который вышел 29 июля 2015 года на лейбле Victor Entertainment и вошёл в десятку еженедельного чарта Oricon. Впоследствии Reol, Гига и Окику подписали со звукозаписывающей компанией Toy’s Factory контракт, объединившись в коллектив под названием REOL, по псевдониму Reol. Участники группы продолжали не раскрывать свою внешность: так, они изображали себя, используя картинки в стиле аниме и тиби. Впервые они появились в видеоклипе к синглу «Give Me a Break Stop Now», выпущенном 18 августа 2016 года.

## Музыка и тематика текстов
Материал к Sigma был написан и продюсирован Reol, она же исполнила все композиции к альбому; Гига содействовал в создании музыки и занимался аранжировкой и сведением. Альбом записывался с 2015 по 2016 год. Гига и Хиромити Такигути совместно занимались мастерингом записи, который был закончен 1 сентября 2016 года. Несмотря на эксперименты коллектива в джей-попе, поп-музыке и инди-роке, альбом получился в жанре электронной танцевальной музыки (EDM) с элементами хип-хопа. По словам Гиги, альбом испытал сильное влияние западной музыки, современных поп-музыки и EDM, а также K-pop и корейской волны в целом.
Первой композицией, созданной для альбома, была «Detarame Kidding», которая, однако, была отложена. Но Reol начала переделывать её и после завершения работы сообщила Гиге о результате. Это позволило певице самостоятельно создавать музыку к песням, и таким образом в альбом были включены композиции «Vip Kid», «Re:» и «404 Not Found». В интервью журнала Billboard Japan участники отметили, что в текстах песен особое внимание уделяется их текущему настроению, которое они описывают как «нечто мимолётное», и привели в качестве примера «YoiYoi Kokon» и «Give Me a Break Stop Now». В интервью сайта Music Lounge они рассказали, что такие композиции, как «Give Me a Break Stop Now», погружаются в гнев и безответственность Reol, в то время как написание «YoiYoi Kokon» было вдохновлено фестивалем Гион-мацури в Киото, а сама песня символизирует торжество и перемены.
Также Reol заявляла, что песню «Re:» было решено не включать в Sigma на последних стадиях подготовки альбома. Однако по причине того, что Гига и Окику назвали её одной из своих любимых записей (Окику охарактеризовала её как «прелестную» и «милую»), певица добавила её в альбом. Такие композиции, как «Konoyo Loading…» и «Summer Horror Party», противопоставляют «невинное» и «милое» вокальное исполнение первоначальному эстетическому и лирическому содержанию группы. Reol посчитала, что они были примерами её ухода от сольной работы в жанре рок-музыки. Sigma также включает одну промежуточную композицию «Final Sigma», которая среди других песен в альбоме воспроизводит ранние релизы Reol.

## Выпуск
18 августа 2016 года коллектив анонсировал выход альбома под названием Sigma, который состоится 19 октября 2016 года. Версия альбома для предварительного заказа, доступная на сайте CDJapan, включала в себя постер с изображением участников REOL. Альбом был выпущен на CD, в связке CD и DVD и для цифровой дистрибуции. Два бонус-трека вышли для распространения через различные японские магазины: первый, ремикс «OedoRanvu» (песня с альбома No Title Reol) от Тэнки Торитаи, был доступен в изданиях магазинов Tower Record, а второй, ремикс песни «Drop Pop Candy» (с того же альбома) Окинавы Иритаи, в изданиях Tsutaya. Оба ремикса распространялись с помощью музыкальных открыток, на которых покупатели должны ввести специальный код для доступа к трекам. Название альбома основано на нескольких теориях. По словам Reol, отчасти оно возникло при мысли о сетевом жаргоне, а затем развилось и стало буквально означать сумму (термин из математики) и феномен того, как участники группы одним словом или фразой символизируют их записи. Она добавила, что само понятие «сигма» через математику представляет коллектив как единое целое. Обложка альбома создана Окику. Она изображает Reol, находящуюся в маленькой квадратной комнате, и дополнена эффектами статичных изображений. Окику отметила, что такой дизайн был придуман как результат текстов песен и их звучания.

### Синглы
Песни «ChiruChiru», «Give Me a Break Stop Now» и «YoiYoi Kokon» в качестве синглов стали доступны 7 октября 2016 года в iTunes Store, что послужило частью промокампании альбома. Кроме того, на песни были созданы видеоклипы, поставленные Окику. Первый клип на песню «ChiruChiru» был выпущен 30 июня 2016 года. Он демонстрирует кадры случайных мест в Японии, на которые наложены анимированные персонажи, а также текст песни. Второй клип на «Give Me a Break Stop Now» вышел 18 августа на видеохостингах YouTube и Niconico. В этом видеоклипе, созданном с активным использованием CGI, впервые появились участники группы. Третий клип на композицию «YoiYoi Kokon», изображающий множество традиционных предметов и символов из азиатской культуры, был опубликован 15 сентября. Текст песни наполнен архаическими японскими словами, причём в видеоряде присутствует их современная трактовка.

## Отзывы критиков
После выпуска Sigma получил положительные отзывы музыкальных критиков. Обозреватель сайта Barks назвал коммерческую привлекательность и звучание альбома «восхитительными». Представитель JRockNews.com подчеркнул способности Reol в пении и рэпе. Редактор Music Lounge одобрил эксперименты группы в электронной танцевальной музыке и также высоко оценил вокальное исполнение певицы. Наряду с этим рецензент подметил, что в Sigma удобно уживаются и рэп, и EDM. Японский журнал CD Journal похвалил смесь жанров в альбоме и назвал его «броским». Кроме того, прозвучало мнение, что пение Reol рисует «большую личность в группе».
Альбом имел средний коммерческий успех в Японии. Запись дебютировала в ежедневном чарте Oricon, заняв 6-е место и достигнув 5-го места среди дебютных альбомов, и сохранила эту позицию на следующий день. В дальнейшем альбом оставался в десятке лучших записей в течение пяти дней, вследствие чего с 8-м местом открыл еженедельный чарт. К этому времени продажи Sigma составили 10 026 копий. На следующей неделе альбом не попал в список пятидесяти лучших записей, одно из самых больших падений в рейтинге произошло в период с 26 октября по 2 ноября. В конце октября Oricon поставил альбом на 39-е место с заявленными 11 493 проданными копиями.
Sigma в целом успешно пребывал в трёх чартах, составляемых Billboard. В Японии альбом с 8-м местом дебютировал в чарте Japan Hot Albums и с 7-м в чарте Japan Top Albums Sales. На следующей неделе его продажи упали, из-за чего запись заняла в чартах 31-е и 44-е места соответственно. На третьей неделе альбом занял 76-е место в Japan Hot Albums и 66-е в Japan Top Albums Sales. В США Sigma сначала достиг 9-го места в World Albums Chart. Кроме того, 5 ноября он занял 4-е место среди дебютных альбомов и 2-е — среди японских, уступив Fantôme Хикару Утады. Вдобавок альбом добился значительного успеха с момента его выпуска в iTunes Store: он возглавил чарты iTunes в Сингапуре, Таиланде, Индонезии, Малайзии, Гонконге, на Филиппинах и Тайване и вошёл в двадцатку лучших записей в США, Канаде, Австралии, Новой Зеландии и странах Европы и Юго-Восточной Азии. Успех Sigma за пределами Японии был отмечен наравне с успехом Fantôme, выпущенным на три недели раньше.

## Продвижение
Для продвижения альбома коллектив проводил концерты, появлялся в музыкальных журналах и давал интервью. Первое живое выступление участники провели 17 октября 2016 года на станции Сэйбу-Синдзюку, где они также раздавали автографы и представляли новые композиции с альбома. В качестве гостей REOL посетили две японские радиостанции: FM Yokohama (для программы Tresen+) и Japan Hot 100. Помимо этого, Reol появилась в выпуске журнала Bounce от 25 октября. Также группа давала интервью нескольким социальным медиа, первым из которых было для сайта Natalie. Через 11 дней участники для небольшого интервью посетили CD Journal и в тот же день объявили о выпуске альбома. Затем 20 и 21 октября группа сделала визит в EMTG Music и Music Lounge, где они обсудили их деятельность. Позже, 31 октября, они дали интервью сайту Real Sound.

## Список композиций
Все тексты написаны Reol.
| №   | Название                                          | Музыка     | Длительность |
| --- | ------------------------------------------------- | ---------- | ------------ |
| 1.  | «Vip Kid»                                         | Reol       | 3:52         |
| 2.  | «Give Me a Break Stop Now» (ギミアブレスタッナウ) | Гига       | 3:41         |
| 3.  | «YoiYoi Kokon» (宵々古今)                         | Reol, Гига | 4:17         |
| 4.  | «Konoyo Loading…» (コノヨLoading…)                | Reol, Гига | 3:25         |
| 5.  | «Re:»                                             | Reol       | 3:23         |
| 6.  | «Lunatic»                                         | Reol, Гига | 3:17         |
| 7.  | «Kamisama ni Natta Hi» (神様になった日)           | Reol, Гига | 4:05         |
| 8.  | «ChiruChiru» (ちるちる)                           | Гига       | 3:17         |
| 9.  | «Final Sigma»                                     | Гига       | 1:57         |
| 10. | «Detarame Kidding»                                | Reol, Гига | 3:17         |
| 11. | «Summer Horror Party» (サマーホラーパーティ)      | Reol, Гига | 4:14         |
| 12. | «404 Not Found»                                   | Reol       | 4:04         |
| 13. | «Viora»                                           | Гига       | 3:42         |

| №   | Название                            | Музыка        | Длительность |
| --- | ----------------------------------- | ------------- | ------------ |
| 14. | «Oedo Ranvu» (ремикс Тэнки Торитаи) | Тэнка Торитаи | 3:49         |

| №   | Название                                 | Музыка         | Длительность |
| --- | ---------------------------------------- | -------------- | ------------ |
| 14. | «Drop Pop Candy» (ремикс Окинавы Икитаи) | Окинава Икитаи | 3:12         |

## Участники записи
Данные взяты из буклета к специальному изданию Sigma.
Музыка
- Reol — вокал, бэк-вокал, композитор, продюсирование, автор песен, программинг, запись
- Гига — композитор, аранжировка, бэк-вокал, сведение, мастеринг, продюсирование
- Окику — продюсирование
- Тэнка Торита — ремикширование
- Окинава Икитаи — ремикширование
- Хиромити Такигути — мастеринг, инжиниринг
- Коити Инаба — исполнительный продюсер

Дизайн обложки, дополнительный персонал
- Тоситака Синода — креативный арт-директор
- Сюн Сасаки — арт-директор, дизайн
- Кэнъити Сонэхара — фотография
- Тиэ Сюто — ретуширование
- Мияби — стилист
- Ацуси Такита — парикмахер-модельер
- Сино Аридзуми — гримёр
- Окику — арт-директор, арт-продюсер
- Асука Такидзава — арт-продюсер
- Манами Осиро — арт-продюсер
- Юитиро Окути — координатор Sony Music Entertainment

## Чарты и сертификация
| Чарт (2016)       | Высшая позиция |
| ----------------- | -------------- |
| Ежедневный чарт   | 6              |
| Еженедельный чарт | 8              |
| Ежемесячный чарт  | 39             |

| Чарт (2016)            | Высшая позиция |
| ---------------------- | -------------- |
| Japan Hot Albums       | 8              |
| Japan Top Albums Sales | 7              |
| US World Albums        | 9              |

### Сертификация
| Страна | Сертификация | Продажи |
| ------ | ------------ | ------- |
| Япония | —            | 11 493  |